# Давид ди Донателло 2009
54-я церемония вручения наград премии «Давид ди Донателло» состоялась 8 июня 2009 года, место проведения — Auditorium di Santa Cecilia.

## Победители и номинанты

### Лучший фильм
- Гоморра, режиссёр Маттео Гарроне
- Изумительный, режиссёр Паоло Соррентино
- Экс, режиссёр Фаусто Брицци
- Вся жизнь впереди, режиссёр Паоло Вирдзи
- Это выполнимо, режиссёр Джулио Манфредония

### Лучшая режиссура
- Маттео Гарроне — Гоморра
- Пупи Авати — Папа Джованны
- Паоло Соррентино — Изумительный
- Фаусто Брицци — Экс
- Джулио Манфредония — Это выполнимо

### Лучший дебют в режиссуре
- Джованни Ди Грегорио — Праздничный обед жарким летом
- Марко Амента — Мятежная сицилийка
- Умберто Риччионе Картени — Не такой, как... кто?
- Тони Д’Анджело — Ночь
- Марко Понтекорво — Клоун

### Лучший сценарий
- Маурицио Брауччи, Уго Кити, Джованни Ди Грегорио, Маттео Гарроне, Массимо Гаудиозо и Роберто Савиано — Гоморра
- Паоло Соррентино — Изумительный
- Фаусто Брицци, Марко Мартани, Массимилиано Бруно — Экс
- Фабио Бонифаччи, Джулио Манфредония — Это выполнимо
- Франческо Бруни, Паоло Вирдзи — Вся жизнь впереди

### Лучший продюсер
- Доменико Прокаччи — Гоморра
- Августо Аллегра, Изабелла Кокуцца, Джулиана Гамба, Артуро Палья — Парень с обложки
- Андреа Оккипинти, Никола Джулиано, Франческа Чима, Маурицио Копполеккья — Изумительный
- Маттео Гарроне — Праздничный обед жарким летом
- Анджело Риццоли — Это выполнимо

### Лучшая женская роль
- Альба Рорвахер — Папа Джованны
- Донателла Финоккьяро — Порядочные люди
- Клаудия Джерини — Не такой, как… кто?
- Валерия Голино — Джулия не ходит на свидания вечером
- Илария Оккини — Чёрное море

### Лучшая мужская роль
- Тони Сервилло — Изумительный
- Лука Арджентеро — Не такой, как… кто?
- Клаудио Бизио — Это выполнимо
- Валерио Мастандреа — Не думай об этом
- Сильвио Орландо — Папа Джованны

### Лучшая женская роль второго плана
- Пьера Дельи Эспости — Изумительный
- Сабрина Ферилли — Вся жизнь впереди
- Мария Национале — Гоморра
- Микаэла Рамаццотти — Вся жизнь впереди
- Карла Синьорис — Экс

### Лучшая мужская роль второго плана
- Джузеппе Баттистон — Не думай об этом
- Клаудио Бизио — Экс
- Карло Буччироссо — Изумительный
- Лука Лионелло — Парень с обложки
- Филиппо Нигро — Не такой, как… кто?

### Лучшая операторская работа
- Лука Бигацци — Изумительный
- Арнальдо Катинари — Демоны Санкт-Петербурга
- Марко Онорато — Гоморра
- Итало Петриччоне — Как велит Бог
- Витторио Стораро — Караваджо

### Лучшая музыка
- Тео Теардо — Изумительный
- Бруно Дзамбрини — Экс
- Baustelle — Джулия не ходит на свидания вечером
- Паоло Буонвино — Итальянцы
- Альдо Де Скальци и Альдо Де Скальци — Это выполнимо

### Лучшая песня
- Herculaneum, Роберт Дель Ная и Нил Дэвидж — Гоморра
- Il cielo ha una porta sola, Бьяджо Антоначчи — Экс
- Piangi Roma, Baustelle feat. Валерия Голино — Джулия не ходит на свидания вечером
- Per fare a meno di te, Giorgia, Фабрицио Кампанелли — Только отец
- Senza farsi male, Кармен Консоли — Человек, который любит

### Лучшая художественная постановка
- Франческо Фриджери — Демоны Санкт-Петербурга
- Джанкарло Базили — Бешеная кровь
- Паоло Бонфини — Гоморра
- Джантито Буркьелларо — Караваджо
- Лино Фьорито — Изумительный

### Лучший костюм
- Элизабетта Монтальдо — Демоны Санкт-Петербурга
- Алессанда Кардини — Гоморра
- Марио Карлини и Франческо Кривеллини — Папа Джованны
- Даниела Чанчо — Изумительный
- Лия Франческа Морандини — Караваджо

### Лучший визаж
- Витторио Содано — Изумительный
- Алессандро Бертолацци — Караваджо
- Энрико Якопони — Бешеная кровь
- Винченцо Мастрантонио — Две партии
- Луиджи Роккетти — Демоны Санкт-Петербурга

### Лучший парикмахер
- Альдо Синьоретти — Изумительный
- Энцо Чера — Караваджо
- Мария Тереза Корридони — Бешеная кровь
- Мирелла Джинотто — Демоны Санкт-Петербурга
- Фердинандо Меролла — Две партии

### Лучший монтаж
- Марко Сполетини — Гоморра
- Эзмеральда Калабрия — Джулия не ходит на свидания вечером
- Лучана Пандольфелли — Экс
- Кристьяно Травальоли — Изумительный
- Чечилия Дзанузо — Это выполнимо

### Лучший звук
- Маричетто Ломбардо — Гоморра
- Эмануэле Чечере — Изумительный
- Марко Фьюмара — Экс
- Гаэтано Карито, Марко Грилло, Бруно Пуппаро — Итальянцы
- Бруно Пуппаро — Это выполнимо

### Лучшие визуальные эффекты
- Никола Сганка, Родольфо Мильяри для Vision — Изумительный
- EDI Effetti Digitali Italiani — Как велит Бог
- Frame by Frame — Демоны Санкт-Петербурга
- Джузеппе Скуиллачи — Итальянцы
- Proxima — Вся жизнь впереди

### Лучший документальный фильм
- Rata nece biti (La guerra non ci sarà), режиссёр Даниeле Гальяноне
- 211: Anna, режиссёр Giovanna Massimetti и Паоло Сербандини
- Come un uomo sulla Terra, режиссёр Андреа Сегре, Dagmawi Yimer, в сотрудничестве с Риккардо Бьядене
- Diario di un curato di montagna, режиссёр Стефано Савериони
- Non tacere, режиссёр Фабио Гримальди

### Лучший короткометражный фильм
- L’arbitro, режиссёр Паоло Дзукка
- L’amore è un gioco, режиссёр Андреа Роветта
- Bisesto, режиссёр Джованни Эспозито и Франческо Приско
- Cicatrici, режиссёр Эрос Акьярди
- La Madonna della frutta, режиссёр Паоло Ранди

### Лучший европейский фильм
- Миллионер из трущоб, режиссёр Дэнни Бойл
- Класс, режиссёр Лоран Канте
- Лимонное дерево, режиссёр Эран Риклис
- Чтец, режиссёр Стивен Долдри
- Вальс с Баширом, режиссёр Ари Фольман

### Лучший иностранный фильм
- Гран Торино, режиссёр Клинт Иствуд
- Харви Милк, режиссёр Гас Ван Сент
- Посетитель, режиссёр Том Маккарти
- Рестлер, режиссёр Даррен Аронофски
- ВАЛЛ-И, режиссёр Эндрю Стэнтон

### Premio David Giovani
- Это выполнимо, режиссёр Джулио Манфредония
- Экс, режиссёр Фаусто Брицци
- Клоун, режиссёр Марко Понтекорво
- Мятежная сицилийка, режиссёр Марко Амента
- Только отец, режиссёр Лука Лучини

### David Speciali
- Паоло Вилладжо
- Вирна Лизи
- Фульвио Лучизано
- Кристиан Де Сика